# Шогунат Токугава
Шогунат Токугава (јап. 徳川幕府) или Едо Бакуфу (јап. 江戸幕府) (1600—1868) односи се на раздобље јапанске историје када је цар био само де јуре владар Јапана, а де факто ту дужност обављао је шогун из породице Токугава. Сједиште војне владе (бакуфу) било је у граду Едо, (данашњи Токио).
Шогун је еквивалент диктатора, али више у данашњем него у античком смислу. Династија Токугава, коју је основао Токугава Ијејасу, дала је у 268 година владавине петнаест шогуна, од којих се најбољим сматра Јошимуне Токугава, 8. по реду.

## Токугава Ијејасу
Најзначајнији члан овог клана, као и његов оснивач је Токугава Ијејасу. Он је основао и шогунат Токугава, последњи и најмоћнији од три шогуната која су владала Јапаном од 1192. до Меиџи обнове 1868.
Токугава Ијејасу (рођен као Мацудаира Такечио) дошао је на чело клана Токугава (породице Мацудаира) 1560, након 13 година проведених као талац моћног даимјо-а Имагава Јошимота. Те године је и раскинуо савез са Имагавом и склопио савез са много већим и моћнијим Одом Нобунагом.
Након тога кренуо је у проширење своје територије нападима на Имагавине поседе. Постепено је дошао до управе над већим делом префектуре Микава, а до 1568. под његовом управом биле су префектуре Микава и Тотоми. Такође је и променио своје име у Ијејасу, симболишући тиме своје ослобођење од породице Имагава, а уз дозволу царског двора променио је и име своје породице у Токугава.
Године 1570. Ијејасу је преместио своје седиште из Оказакија у Хамамацу. Исте године, у Анагаваји поред реке Бива, уједињене војске Оде и Токугаве поразиле су две локалне ратничке породице, Асај и Асакура. У овим биткама је ватрено оружје (аркебузе, први пут произведене у Јапану по португалском узору 1543) које су користиле војске Оде и Токугаве, а које је још увек било новина, однело велику превагу.
Од 1572. до 1582, још увек у савезу са Одом Нобунагом, Ијејасу постепено ширио територију и јачао војску, а већи део времена се борио против клана Такеда. Сукоб је почео 1572. када је Такеда Шинген извршио инвазију на територију Токугава.
Сукобили су се у бици код Микатогахара-е, где је Ијејасу доживео највећи пораз у каријери. На његову срећу, Шинген ускоро умире, а њега наслеђује његов син Кацујори, који је представљао много лакши залогај. Битке код Нагашино-а 1575. и Такатенџин-а 1581. године натерале су војску Такеда на повлачење, а Токугава Ијејасу постаје господар не само провинција Микава и Тотоми, него и провинције Суруга.
Цео овај период Ијејасу је углавном био у сенци Нобунаге. Међутим, и у том положају Ијејасу је веома профитирао. Нарочито је профитирао након Нобунагине смрти 1582. године, након чега је он постао господар централног дела Такеда поседа, провинција Кај и Шинано. До 1583. године, када је под својом контролом имао пет провинција, Токугава Ијејасу је био најзначајнија владалачка фигура у Јапану.

## Токугава шогунат
Након инвазија на Кореју 1592. и 1597. године, Јапан се поново поделио на два супарничка табора. Сукоб је достигао врхунац у бици код Секигахаре 1600. као резултат тога, Токугава Ијејасу је проглашен за шогуна 1603. Ову титулу су његови потомци носили два и по века. Најозбиљнији противник Токугаве, Тојотоми Хидејори, био је поражен после друге опсаде Осаке 1615. Претежно хришћанска побуна у Шимабари, на острву Кјушу, догодила се 1638. Угашена је после дуге и неочекивано тешке борбе, али се показала као једини истински изазов Токугавиној надмоћи.
Ијејасу је Токугава шогунат (Токугава бакуфу) основао је 1603. године, али титулу шогуна држао је само до 1605. године када је, у својој 63-ој години власти препустио свом сину Токугава Хидетада-и. Умро је 1616. године.
Након побуне у Шимабари, шогунат је у страху од страних утицаја, посебно Шпаније и Португалије, ограничио трговину и прекинуо све везе са католичком Европом. Самураји су сада чинили војску шогуната, али нису имали непријатеља за борбу. У наредном веку њихова моћ је опала, у поређењу са јачањем трговачке класе, чије је самозадовољство прекинуто појавом европских и америчких бродова у водама Јапанског мора, у првој половини XIX века.
Токугавини шогуни су намеравали да развију трговину, док су кланови као што је Шимазу из Сацуме, желели да сузбију све покушаје контакта са странцима. Уследио је грађански рат, у току ког је шогунат Токугава свргнут са власти, а цару враћен стари положај. Међутим, уместо потискивања варвара, оснивачи модерног Јапана су схватили да је сарадња са странцима неопходна нацији да би опстала. Стара пракса постојања привилеговане класе самураја је прекинута. Саиго Такамори, један од незадовољних самураја повео је 1877. побуну Сацума против народне војске. Након што је побуна угушена, Саиго је извршио самоубиство.

## Списак Токугава шогуна
| #  | Слика | Име (рођен-умро)              | владао од | до   |
| -- | ----- | ----------------------------- | --------- | ---- |
| 1  |       | Токугава Ијејасу (1543–1616)  | 1603      | 1605 |
| 2  |       | Токугава Хидетада (1579–1632) | 1605      | 1623 |
| 3  |       | Токугава Ијемицу (1604–1651)  | 1623      | 1651 |
| 4  |       | Токугава Ијецуна (1641–1680)  | 1651      | 1680 |
| 5  |       | Токугава Цунајоши (1646–1709) | 1680      | 1709 |
| 6  |       | Токугава Ијенобу (1662–1712)  | 1709      | 1712 |
| 7  |       | Токугава Ијецугу (1709–1716)  | 1713      | 1716 |
| 8  |       | Токугава Јошимуне (1684–1751) | 1716      | 1745 |
| 9  |       | Токугава Ијешиге (1712–1761)  | 1745      | 1760 |
| 10 |       | Токугава Ијехару (1737–1786)  | 1760      | 1786 |
| 11 |       | Токугава Ијенари (1773–1841)  | 1787      | 1837 |
| 12 |       | Токугава Ијејоши (1793–1853)  | 1837      | 1853 |
| 13 |       | Токугава Ијесада (1824–1858)  | 1853      | 1858 |
| 14 |       | Токугава Ијемочи (1846–1866)  | 1858      | 1866 |
| 15 |       | Токугава Јошинобу (1837–1913) | 1866      | 1867 |